# رودولفو ایلانس
رودولفو ایلانس یک سیاستمدار و وکیل بولیویایی بود که در سمت معاون وزیر داخلی در کابینه سوم اوو مورالس رئیس‌جمهور بولیوی خدمت می‌کرد (از ۱۴ مارس ۲۰۱۶ تا ۲۵ اوت ۲۰۱۶).

## زندگی‌نامه
رودولفو ایلانس در ۱۸ اوت ۱۹۵۸ در لاپاز زاده شد. وی در اثر لینچ کردن درگذشت.

## ربایش و مرگ
در ۲۵ اوت ۲۰۱۶ هنگامی که ایلانس به همراه دستیار خود عازم شهر پاندورو بود تا با معترضان مخالف دولت صحبت کند، وی را ربودند و توسط معدن‌چیانی که وی را ربوده بودند به قتل رسید.
پس از ربوده شدن وی، دولت بولیوی گفته بود رودولفو ایلانس ۵۶ ساله ربوده شده و در خطر شکنجه شدن در شهر پاندورو واقع در حدود ۱۶۰ کیلومتری لاپاز قرار دارد.
مویزز فلورس مدیر یک ایستگاه رادیویی معادن در رادیوی محلی خبر مرگ وی را اینچنین بیان کرد: «ما توانسته‌ایم از نزدیک مشاهده کنیم که معاون وزیر ایلانس کشته شده‌است. همکارانم به ما گفتند که مرگ وی بر اثر کتک خوردن بوده‌است.»
کارلوس رومرو وزیر کشور بولیوی این حادثه را یک «قتل وحشیانه و بزدلانه» خواند و از معدنچیان خواست فوراً دست‌هایشان را بالای سرشان بگذارند.